# Estádio do Rio Ave FC
Le Estádio do Rio Ave FC est un stade de la ville de Vila do Conde au Portugal.
Le stade a été inauguré en 1985 et a une capacité de 5 300 places et pour club résident le Rio Ave.